# Teresa Garcia i Muñoz
Teresa Garcia i Muñoz (nascuda a Sagunt, Camp de Morvedre, 3 de desembre de 1975) és una enginyera i política valenciana, regidora a l'ajuntament de la seva localitat, Sagunt, i diputada a les Corts Valencianes per Compromís.

## Biografia
És enginyera industrial, en l'especialitat de Medi Ambient, per la Universitat Politècnica de València. A més té dos màsters, un de Gestió de la Ciutat i Infraestructures Urbanes, ordenació del territori, urbanisme i Medi Ambient per la Universitat Oberta de Catalunya i un altre màster en Prevenció de riscos laborals.

## Trajectòria política
La seva activitat política l'ha dut a terme al Bloc Nacionalista Valencià, partit al qual està vinculada des de ben jove. Ha estat regidora a l'Ajuntament de Sagunt des de 2007, on ha exercit també de secretària del grup municipal.
A més de les tasques municipals, és membre de l'executiva nacional del BLOC des de 2012 i secretària de política institucional de Compromís des de setembre de 2012.
Al desembre de 2014, va anunciar la seva candidatura a les primàries obertes de Compromís per formar part de les llistes a Les Corts. Teresa Garcia i Muñoz va ser la quarta candidata més votada de la circumscripció de València.
A les Eleccions a les Corts Valencianes de 2015 va ser triada diputada per les llistes de Compromís, anant a la novena posició de la candidatura per la circumscripció de València. Al setembre de 2017 va fer efectiva la seva renúncia a l'acta de regidora de la corporació municipal de Sagunt per centrar-se en la tasca com a diputada a les Corts Valencianes. I al juliol de 2019 fou nomenada directora general d'Emprenedoria i Cooperativisme, un càrrec que depèn de la Conselleria d'Economia Sostenible, sectors productius, Comerç i Treball.